# Diocesi di Killashee
La diocesi di Killashee o Killashy (in latino: Dioecesis Cellae Sancti Auxilii) è una sede soppressa e sede titolare della Chiesa cattolica. Per la sede titolare, immutato il latino, si usa la grafia Cell Ausaille.

## Territorio
Sede vescovile era l'abbazia di Killashee, presso Naas, nell'odierna contea di Kildare.

## Storia
L'origine della sede monastica di Killashee è fatta risalire a san Patrizio, che nominò come primo vescovo sant'Ausilio, morto nel 459. Non è nominata fra le diocesi stabilite dal sinodo di Rathbreasail del 1111, né fra quelle stabilite dal sinodo di Kells del 1152. L'antica sede monastica non sopravvisse alla riorganizzazione del XII secolo e confluì nella diocesi di Kildare e Leighlin.
Dal 1969 Killashee è annoverata tra le sedi vescovili titolari della Chiesa cattolica con il nome di Cell Ausaille; dal 5 marzo 2024 il vescovo titolare è Donal Roche, vescovo ausiliare di Dublino.

## Cronotassi

### Vescovi
- Sant'Ausilio † (? - 459 deceduto)

### Vescovi titolari
- James Monaghan † (24 aprile 1970 - 3 giugno 1994 deceduto)
- Donal McKeown (22 febbraio 2001 - 25 febbraio 2014 nominato vescovo di Derry)
- David Gerard O'Connell † (21 luglio 2015 - 18 febbraio 2023 deceduto)
- Donal Roche, dal 5 marzo 2024